# Richard Wiesel
Wilhelm Emil Richard Wiesel (* 23. November 1864 in Langewiesen; † 16. November 1943 in Würzburg) war ein deutscher Arzt und Inhaber des „Sanatorium Dr. Wiesel“ in Ilmenau.

## Familie
Richard Wiesel war ein Sohn des Johann Christian Heinrich Wiesel, Kaufmann in Langewiesen, und seiner Ehefrau Elisabeth Christiane Friederike, geb. Möller. Er heiratete am 6. Juli 1897 Elsbeth Fanny Mathilde Kossack. Aus dieser Ehe ging eine Tochter hervor.

## Ausbildung und Beruf
Wiesel besuchte das Gymnasium in Weimar und später in Eisenach, wo er im Jahr 1886 die Abiturprüfung ablegte. Im Wintersemester 1886/87 nahm er das Studium der Medizin an der Friedrich-Alexander-Universität Erlangen auf und trat der Turnerschaft Borussia Berlin bei. Zum Sommersemester 1888 wechselte er an die Ludwig-Maximilians-Universität München, in den Folgesemestern an die Friedrich-Wilhelms-Universität Berlin und die Georg-August-Universität Göttingen. An der Universität Jena studierte Wiesel ab dem Sommersemester 1890. Dort wurde er im Jahr 1891 zum Doktor der Medizin promoviert und legte im Folgejahr das medizinische Staatsexamen mit Erfolg ab.
Bereits ab 1891 arbeitete er als Volontärarzt an der Frauenklinik in Breslau. Ab 1892 wurde er als praktischer Arzt in Kassel und später in Radeburg tätig. Im Jahr 1892 ließ er sich als praktischer Arzt in Katzhütte nieder.
Wiesel übernahm 1901 die bis dahin unter dem Namen „Sanitätsrat Dr. Prellers Kur- und Wasserheilanstalt“ bekannte Kurklinik in Ilmenau als Inhaber und leitender Arzt. Er führte sie bis in die 1930er Jahre als „Sanatorium Dr. Wiesel“ fort. Obwohl die Bedeutung der Badekuren immer mehr nachließ, behielt er die Anwendungen im Angebot seiner Kurklinik. Wiesel gehörte vor dem Ersten Weltkrieg auch der Badevertretung des Kurortes Ilmenau an.

## Militärdienst
Als Einjährig-Freiwilliger wurde Wiesel aufgrund eines Herzfehlers entlassen.

## Veröffentlichungen
- Die extrauterine Schwangerschaft und ihre operative Behandlung, beleuchtet vom Standpunkte der einschlägigen neueren Literatur. Dissertation der Medizinischen Fakultät der Universität Jena. Verlag Neuenbahn, Jena 1891.
- Ein Fall von ausgedehnter Röntgenverbrennung der Brust- und Oberbauchgegend. In: Fortschritte auf dem Gebiete der Röntgenstrahlen. Band 16, Heft 4. Verlag Gräfe & Sillem, Hamburg 1909, S. 245.
- Zur Kasuistik der Nephrolithiasis. In: Archiv für physikalische Medizin und medizinische Technik. Nebst Beiblatt Fortschritte und Neuheiten der physikalisch-chemischen und photographischen Industrie in ihrer Anwendung auf das Gesamtgebiet der praktischen Medizin. Band 1. Verlag Nemnich, Leipzig 1906, S. 107.